# Клюев, Владимир Григорьевич
Влади́мир Григо́рьевич Клю́ев (6 августа 1924, г. Старобельск, Донецкая область, УССР, СССР — 4 февраля 1998, Москва, Россия) — советский партийный и государственный деятель, Министр лёгкой промышленности СССР (1985—1989), первый секретарь Ивановского обкома КПСС (1972—1985).

## Биография
Украинец. В 1949 году окончил Ивановский текстильный институт им. М. В. Фрунзе по специальности инженер-технолог по ткачеству.
В 1949—1951 годах — мастер Ивановской ткацкой фабрики имени Н. К. Крупской.
В 1951—1953 годах — заведующий ткацким производством фабрики имени 1 Мая в г. Иваново.
В 1953—1954 годах — заведующий ткацким производством Родниковского меланжевого комбината «Большевик» Ивановской области.
В 1954—1960 годах — парторг ЦК КПСС, секретарь партийного комитета Родниковского меланжевого комбината «Большевик» Ивановской области.
В 1960—1961 годах — директор Тейковского хлопчатобумажного комбината Ивановской области.
В 1961—1963 годах — заведующий промышленно-транспортным отделом Ивановского обкома КПСС.
В 1963—1964 годах — заведующий отделом текстильной промышленности Ивановского промышленного обкома КПСС.
В 1964—1966 годах — первый секретарь Ивановского горкома КПСС.
В 1966—1972 годах — второй секретарь Ивановского обкома КПСС.
в 1972—1985 годах — первый секретарь Ивановского обкома КПСС.
В 1985—1989 годах — министр лёгкой промышленности СССР.
Член ВКП(б) с 1949 года. Член ЦК КПСС в 1976—1989 годах. Депутат Совета Союза Верховного Совета СССР 8-11 созывов (1970—1989) от Ивановской области.
С апреля 1989 года — персональный пенсионер союзного значения.
Скончался 4 февраля 1998 года в г. Москве.
Похоронен на Троекуровском кладбище в Москве.

## Награды и звания
Награждён тремя орденами Ленина, орденом Октябрьской Революции, орденом Трудового Красного Знамени.